# 海善
海善（1676年—1743年），清世祖第五子恭親王常寧之第三子。
康熙三十四年（1695年），海善被封為奉恩將軍。康熙四十二年（1703年），父親常寧逝世，海善承襲爵位為貝勒。康熙五十一年（1712年），因放縱內監妄行而被革退爵位，由二哥滿都護承襲爵位為貝勒，可是滿都護屢次犯事，於雍正四年（1726年）被降爵位為貝子。其後再被降為鎮國公。雍正九年（1731年），滿都護逝世，以海善孫斐蘇承襲為貝勒。雍正十年（1732年），海善復封為貝勒，於乾隆八年（1743年）逝世。諡號為「僖敏」。

## 家庭
- 玄孙盛京将军宗室晋昌。